# Чемпионат СССР по боксу 1946
12-й чемпионат СССР по боксу проходил с 7 по 25 июля 1946 года в Москве. К участию в первенстве были допущены 107 боксёров. Предварительные бои проводились в два круга с 7 по 12 июля с выбыванием после первого поражения. 13 июля прошли полуфинальные поединки, 21 и 25 июля — финалы и встречи за 3-4-е места. Было проведено 107 боёв, из которых закончились победой по очкам — 81, нокаутом — 7, ввиду явного преимущества — 4, из-за повреждений — 6, ввиду отказа продолжать поединок — 7, ввиду дисквалификации участников — 2.

## Медалисты
| Весовая категория           | Золото                                      | Серебро                                      | Бронза                                      |
| --------------------------- | ------------------------------------------- | -------------------------------------------- | ------------------------------------------- |
| Наилегчайший вес (до 51 кг) | Лев Сегалович Вооружённые Силы (Москва)     | Габриэл Ханукашвили «Динамо» (Тбилиси)       | Василий Кудрявцев «Красное Знамя» (Иваново) |
| Легчайший вес (до 54 кг)    | Иван Авдеев «Динамо» (Москва)               | Эдуард Месьян «Динамо» (Тбилиси)             | Николай Афонин «Динамо» (Москва)            |
| Полулёгкий вес (до 57 кг)   | Иван Князев «Водник» (Ленинград)            | Георгий Вартанов «Динамо» (Тбилиси)          | Валентин Берзин ВМФ (Ленинград)             |
| Лёгкий вес (до 60 кг)       | Анатолий Грейнер Вооружённые Силы (Москва)  | Виктор Пушкин «Крылья Советов» (Москва)      | Василий Барандеев Вооружённые Силы (Москва) |
| Полусредний вес (до 67 кг)  | Сергей Щербаков «Крылья Советов» (Москва)   | Василий Никитин Вооружённые Силы (Ленинград) | Илья Давыдов «Динамо» (Ташкент)             |
| Средний вес (до 73 кг)      | Роман Каристэ «Динамо» (Таллин)             | Евгений Огуренков «Строитель» (Москва)       | Василий Чудинов «Пищевик» (Москва)          |
| Полутяжёлый вес (до 81 кг)  | Анатолий Степанов Вооружённые Силы (Москва) | Левон Гудушаури «Динамо» (Тбилиси)           | Геннадий Степанов «Динамо» (Москва)         |
| Тяжёлый вес (свыше 81 кг)   | Николай Королёв «Пищевик» (Москва)          | Андро Навасардов «Динамо» (Тбилиси)          | Мартин Линнамяги «Динамо» (Таллин)          |